# Timothy Hill

Zawodnik Cal State Fullerton Titans

Timothy J. Hill (ur. 3 marca 1980) – amerykański zapaśnik w stylu wolnym.  Srebrny medalista mistrzostw panamerykańskich z 2001. Mistrz świata juniorów z 1999, wicemistrz z 1998 i 2000 roku.
Zawodnik Farmington Senior High School z Farmington i Cal State Fullerton University. All-American w NCAA Division I w 2000, gdzie zajął czwarte miejsce.